# レッドアネモス
レッドアネモス（英:Red Anemos、2016年5月6日 - ）は、日本の競走馬である。主な勝ち鞍は、2020年のクイーンステークス（GIII）、2019年の白百合ステークス（L）。
馬名の由来は、冠名+「風（ギリシャ語、母名から連想）」。

## 経歴

### 出生前
母マチカネハヤテは、現役時代は栗東トレーニングセンターの河内洋厩舎に所属し、2007年から4年間で19戦に出走。2010年の伏見ステークス（1600万下）、2009年の石清水ステークスなど5勝を挙げ、2008年のフィリーズレビュー（GII、優勝馬:マイネレーツェル、7着）に出走するなど、オープンクラスまで出世。引退後、繁殖牝馬となった。
初年度から2年間マンハッタンカフェを配合、2頭ともデビューし、初仔レッドアライヴは未勝利戦、500万円以下と2勝を挙げている。3年目の種付けにはヴィクトワールピサを選択。生まれた第3仔、ウォーターピオニーはマチカネハヤテ産駒として初めて新馬戦勝利を果たし、後に通算3勝を挙げることになる。その後2年間ハーツクライが配合されたのち、6年目の種付けには、ウォーターピオニーと同じヴィクトワールピサが選ばれた。

### 幼駒時代
2016年5月6日、北海道千歳市の社台ファームに生まれる。東京ホースレーシングが所有し、愛馬会法人株式会社東京サラブレッドクラブにて一口当たり4万円の全400口、総額1600万円という条件で募集される。募集当時のパンフレットによると、馬体について「遅生まれのわりに、サイズが大きい」。体型は「母よりも父ヴィクトワールピサ似」。さらに「芝、ダート問わず活躍（できるだろう）」、「2歳秋にはデビューできる」との売り文句が附されている。社台ブルーグラスファームで初期馴致され、社台ファーム、セグチレーシング、グリーンウッドトレーニングにて育成が行われた。2018年6月23日、栗東トレーニングセンター所属の友道康夫調教師の下に入厩。友道は入厩前、「とても大人しくて、素直な女の子」、「手がかからないくらい賢い」との評価を下していた。2018年7月13日にゲート試験に合格し、デビューに向けて調整が進められた。

### 競走馬時代
2018年8月25日、新潟競馬場の新馬戦（芝1600メートル）に参戦。同日第12競走に船橋所属のペキノワ（佐藤裕太厩舎）に騎乗するために、当日中央競馬に参戦していた森泰斗が、エキストラ騎乗の形で鞍上に起用された。単勝オッズ1.8倍の1番人気の評価でデビューとなった。スタートから2番手に位置して先行策をとり、最後の直線では抜け出して先頭に立った。外から差し切りを狙うマイネルサーパスを半馬身差退けて勝利、デビュー勝ちを果たした。騎乗した森は「抜け出すのが早すぎてフワッとしたが、しっかり伸びた」と回顧し、今後がすごく楽しみと称賛していた。友道も「センスがある」と評価した。
続いて、9月30日のサフラン賞（500万円以下）に登録。当初、福永祐一が騎乗する予定であった。しかし9月16日に落馬し、頭蓋骨骨折、気脳症の診断を受けて騎乗を取りやめた。代わりにミルコ・デムーロが起用されるも、9月22日に斜行により他の馬の進路を狭めたとして騎乗停止となり、当日の騎乗が不可能となった。最終的に川田将雅を鞍上に据えて参戦、単勝オッズ6.6倍の4番人気に推された。スタートからハナを奪って先頭に立ち、最後の直線でも先頭のまま逃げ粘り、好位3番手から差し切りを狙って追い上げた1番人気コントラチェックをクビ差退けて勝利、2連勝となった。友道によると「少し緩い馬場（馬場状態:稍重）も合っていた」という。この勝利後、阪神ジュベナイルフィリーズ（GI）を目標とし、宣言通り阪神ジュベナイルフィリーズに戸崎圭太に乗り替わって参戦。GI初出走を果たしたが、勝利したダノンファンタジーに0.8秒離された9着に敗れた。戸崎によると、初めての馬群の中でのレースで、周りを気にしていたという。
3歳となり、2019年1月14日の紅梅ステークス（L）で4着。続いて3月10日、桜花賞（GI）のトライアル競走、フィリーズレビュー（GII）で15着と惨敗。引き続き4月28日、優駿牝馬（オークス）（GI）のトライアル競走、スイートピーステークス（L）で4着となる。トライアル競走で連続して敗退したことにより、春のクラシック競走への出走は叶わなかった。その後、第86回東京優駿（日本ダービー）と同じ日の5月26日、京都競馬場の白百合ステークス（L）に北村友一とのコンビを結成し、単勝オッズ7.4倍の5番人気で出走。好位3番手から、最後の直線で馬場の内側から抜け出し、外から差し切りを狙ったモズベッロを半馬身差退けて勝利、リステッド競走を初めて制した。続いて、ラジオNIKKEI賞（GIII）、秋華賞（GI）と重賞を連戦するも、それぞれ13着、17着と2ケタ着順での敗退が続いた。
古馬となり、2020年春から牝馬限定の重賞に3回出走したが勝利することができなかった。しかし、それぞれ単勝人気を上回った着順で走り、かつ勝ち馬から1.0秒以内での敗退が続いていた。加えて、中京記念（GIII）に出馬投票をしたものの、賞金が足りず除外されてしまう。続いて、札幌競馬場で行われるクイーンステークス（GIII）へ出馬投票を行った。賞金順で下位であったため、ダートグレード競走であるブリーダーズゴールドカップ（JpnIII）に登録、クイーンステークスで除外された場合には、ダート競走への出走も視野に入れていた。結果的に、出走可能14頭の内13頭目で除外されず、8月2日、吉田隼人とコンビを結成してクイーンステークスに参戦することとなった。直近の成績からか出走14頭中単勝11番人気の評価での出走。最内枠から発走し、馬群の中団内側に位置。最後の直線で先を行く馬と馬の間を割って抜け出し、後方から追い込むビーチサンバ、フェアリーポルカ、スカーレットカラーなどを封じて勝利、8回目のJRA重賞挑戦にして初勝利を達成した。また4分の3馬身差の2着にビーチサンバが入ったことで、友道は自身の管理馬で1着2着を独占する結果となった。その後、11月15日の福島記念に出走したが14着と大敗を喫した。
2021年は1月5日の京都金杯から始動したが10着。ダート初挑戦となった4月のマリーンカップは5着に終わる。7月4日の巴賞に出走予定だったが、追い切り後に左前脚の繋靱帯炎を発症。7月7日に所有する東京サラブレッドクラブのホームページで現役引退が発表され、翌8日付で競走馬登録を抹消された。引退後は生まれ故郷の社台ファームで繁殖入りする。

## 競走成績
以下は、netkeiba.comの情報に基づく。
| 競走日     | 競馬場 | 競走名             | 格      | 距離（馬場）  | 頭 数 | 枠 番 | 馬 番 | オッズ （人気） | 着順 | タイム （上り3F） | 着差 | 騎手        | 斤量 [kg] | 1着馬（2着馬）        | 馬体重 [kg] |
| ---------- | ------ | ------------------ | ------- | ------------- | ----- | ----- | ----- | --------------- | ---- | ----------------- | ---- | ----------- | --------- | --------------------- | ----------- |
| 2018.08.25 | 新潟   | 2歳新馬            |         | 芝1600m（良） | 16    | 7     | 13    | 001.80（1人）   | 01着 | R1:36.8（34.2）   | -0.1 | 0森泰斗     | 54        | （マイネルサーパス）  | 472         |
| 0000.09.30 | 中山   | サフラン賞         | 500万下 | 芝1600m（稍） | 10    | 5     | 5     | 006.60（4人）   | 01着 | R1:35.7（34.1）   | -0.0 | 0川田将雅   | 54        | （コントラチェック）  | 474         |
| 0000.12.09 | 阪神   | 阪神JF             | GI      | 芝1600m（良） | 18    | 6     | 12    | 021.20（6人）   | 09着 | R1:34.9（35.2）   | -0.8 | 0戸崎圭太   | 54        | ダノンファンタジー    | 478         |
| 2019.01.14 | 京都   | 紅梅S              | L       | 芝1400m（良） | 12    | 2     | 2     | 003.90（2人）   | 04着 | R1:23.2（35.8）   | -0.4 | 0川田将雅   | 54        | メイショウケイメイ    | 478         |
| 0000.03.10 | 阪神   | フィリーズレビュー | GII     | 芝1400m（稍） | 18    | 8     | 17    | 017.30（8人）   | 15着 | R1:23.3（35.6）   | -1.3 | 0岩田康誠   | 54        | ノーワン プールヴィル | 474         |
| 0000.04.28 | 東京   | スイートピーS      | L       | 芝1800m（良） | 12    | 8     | 11    | 020.60（8人）   | 04着 | R1:48.1（33.7）   | -0.4 | 0石川裕紀人 | 54        | カレンブーケドール    | 470         |
| 0000.05.26 | 京都   | 白百合S            | L       | 芝1800m（良） | 10    | 3     | 3     | 007.40（5人）   | 01着 | R1:47.6（33.6）   | -0.1 | 0北村友一   | 54        | （モズベッロ）        | 470         |
| 0000.06.30 | 福島   | ラジオNIKKEI賞     | GIII    | 芝1800m（不） | 16    | 5     | 10    | 014.20（8人）   | 13着 | R1:51.6（37.6）   | -1.8 | 0北村友一   | 54        | ブレイキングドーン    | 474         |
| 0000.10.13 | 京都   | 秋華賞             | GI      | 芝2000m（稍） | 17    | 6     | 12    | 210.3（16人）   | 17着 | R2:05.1（40.9）   | -5.2 | 0藤岡康太   | 55        | クロノジェネシス      | 492         |
| 2020.03.14 | 中山   | 中山牝馬S          | GIII    | 芝1800m（不） | 16    | 4     | 7     | 062.6（12人）   | 06着 | R1:50.8（37.4）   | -0.6 | 0津村明秀   | 53        | フェアリーポルカ      | 474         |
| 0000.04.25 | 福島   | 福島牝馬S          | GIII    | 芝1800m（良） | 16    | 5     | 9     | 023.20（9人）   | 06着 | R1:47.4（35.2）   | -0.6 | 0酒井学     | 54        | フェアリーポルカ      | 460         |
| 0000.06.14 | 阪神   | マーメイドS        | GIII    | 芝2000m（稍） | 16    | 5     | 10    | 015.80（9人）   | 08着 | R2:01.8（36.7）   | -0.7 | 0北村友一   | 54        | サマーセント          | 468         |
| 0000.08.02 | 札幌   | クイーンS          | GIII    | 芝1800m（良） | 14    | 1     | 1     | 043.7（11人）   | 01着 | R1:45.9（35.0）   | -0.1 | 0吉田隼人   | 55        | （ビーチサンバ）      | 468         |
| 0000.11.15 | 福島   | 福島記念           | GIII    | 芝2000m（良） | 16    | 2     | 4     | 015.80（6人）   | 14着 | R2:00.6（36.9）   | -1.0 | 0吉田隼人   | 55        | バイオスパーク        | 466         |
| 2021.01.05 | 中京   | 京都金杯           | GIII    | 芝1600m（良） | 16    | 3     | 6     | 052.5（13人）   | 10着 | R1:33.8（34.1）   | -0.8 | 0吉田隼人   | 55        | ケイデンスコール      | 464         |
| 0000.04.07 | 船橋   | マリーンC          | JpnIII  | ダ1600m（稍） | 7     | 6     | 6     | 013.20（5人）   | 05着 | R1:40.9（40.1）   | -2.5 | 0吉田隼人   | 56        | テオレーマ            | 460         |

## 繁殖成績
|       | 馬名                 | 生年   | 性 | 毛色   | 父               | 馬主                       | 厩舎           | 戦績           |
| ----- | -------------------- | ------ | -- | ------ | ---------------- | -------------------------- | -------------- | -------------- |
| 初仔  | ルージュカルデア     | 2023年 | 牝 | 黒鹿毛 | シスキン         | （株）東京ホースレーシング | 美浦・加藤征弘 | （デビュー前） |
| 2番仔 | レッドアネモスの2024 | 2024年 | 牝 | 鹿毛   | キタサンブラック |                            |                |                |

- 2025年4月11日現在

## 血統表
| レッドアネモスの血統              | レッドアネモスの血統                                                               | レッドアネモスの血統                                                               | （血統表の出典）                                                                   | （血統表の出典）  |
| 父系                              | サンデーサイレンス系                                                               | サンデーサイレンス系                                                               | サンデーサイレンス系                                                               | [ § 2 ]           |
| 父 ヴィクトワールピサ 2007 黒鹿毛 | 父の父ネオユニヴァース 2000 鹿毛                                                   | *サンデーサイレンス                                                                | Halo                                                                               | Halo              |
| 父 ヴィクトワールピサ 2007 黒鹿毛 | 父の父ネオユニヴァース 2000 鹿毛                                                   | *サンデーサイレンス                                                                | Wishing Well                                                                       |                   |
| 父 ヴィクトワールピサ 2007 黒鹿毛 | 父の父ネオユニヴァース 2000 鹿毛                                                   | *ポインテッドパス                                                                  | Kris                                                                               | Kris              |
| 父 ヴィクトワールピサ 2007 黒鹿毛 | 父の父ネオユニヴァース 2000 鹿毛                                                   | *ポインテッドパス                                                                  | Silken Way                                                                         |                   |
| 父 ヴィクトワールピサ 2007 黒鹿毛 | 父の母*ホワイトウォーターアフェア 1993 栗毛                                        | Machiavellian                                                                      | Mr. Prospector                                                                     | Mr. Prospector    |
| 父 ヴィクトワールピサ 2007 黒鹿毛 | 父の母*ホワイトウォーターアフェア 1993 栗毛                                        | Machiavellian                                                                      | Coup de Folie                                                                      |                   |
| 父 ヴィクトワールピサ 2007 黒鹿毛 | 父の母*ホワイトウォーターアフェア 1993 栗毛                                        | Much Too Risky                                                                     | Bustino                                                                            | Bustino           |
| 父 ヴィクトワールピサ 2007 黒鹿毛 | 父の母*ホワイトウォーターアフェア 1993 栗毛                                        | Much Too Risky                                                                     | Short Rations                                                                      |                   |
| 母 マチカネハヤテ 2005 鹿毛       | 母の父サクラバクシンオー 1989 鹿毛                                                 | サクラユタカオー                                                                   | *テスコボーイ                                                                      | *テスコボーイ     |
| 母 マチカネハヤテ 2005 鹿毛       | 母の父サクラバクシンオー 1989 鹿毛                                                 | サクラユタカオー                                                                   | アンジエリカ                                                                       |                   |
| 母 マチカネハヤテ 2005 鹿毛       | 母の父サクラバクシンオー 1989 鹿毛                                                 | サクラハゴロモ                                                                     | *ノーザンテースト                                                                  | *ノーザンテースト |
| 母 マチカネハヤテ 2005 鹿毛       | 母の父サクラバクシンオー 1989 鹿毛                                                 | サクラハゴロモ                                                                     | *クリアアンバー                                                                    |                   |
| 母 マチカネハヤテ 2005 鹿毛       | 母の母ベルセゾン 1991 芦毛                                                         | *ベリファ                                                                          | Lyphard                                                                            | Lyphard           |
| 母 マチカネハヤテ 2005 鹿毛       | 母の母ベルセゾン 1991 芦毛                                                         | *ベリファ                                                                          | Belga                                                                              |                   |
| 母 マチカネハヤテ 2005 鹿毛       | 母の母ベルセゾン 1991 芦毛                                                         | *ヴァインゴールド                                                                  | Mr. Prospector                                                                     | Mr. Prospector    |
| 母 マチカネハヤテ 2005 鹿毛       | 母の母ベルセゾン 1991 芦毛                                                         | *ヴァインゴールド                                                                  | Chancy Dance                                                                       |                   |
| 母系(F-No.)                       | (FN:4-r)                                                                           | (FN:4-r)                                                                           | (FN:4-r)                                                                           | [ § 3 ]           |
| 5代内の近親交配                   | Mr.Prospector 4x4=12.50%、Halo 4･5（父内）=9.38%、Northern Dancer5･5（母内）=6.25% | Mr.Prospector 4x4=12.50%、Halo 4･5（父内）=9.38%、Northern Dancer5･5（母内）=6.25% | Mr.Prospector 4x4=12.50%、Halo 4･5（父内）=9.38%、Northern Dancer5･5（母内）=6.25% | [ § 4 ]           |
| 出典                              | 1. 2. 3. 4.                                                                        | 1. 2. 3. 4.                                                                        | 1. 2. 3. 4.                                                                        | 1. 2. 3. 4.       |

- 甥に2025年東京新聞杯勝ち馬のウォーターリヒト。

- 母マチカネハヤテの姉弟[49]
  - 半兄に、2007年天皇賞（秋）2着（優勝馬:メイショウサムソン）など重賞2着3回のアグネスアーク（父:アグネスタキオン）[50][51]。

- 2代母ベルセゾンの姉弟[52]
  - 半妹に、2000年セントウルステークス（GIII）[53]、2001年スワンステークス（GII）[54]、2002年京都牝馬ステークス（GIII）を勝利し[55]、通算10勝のビハインドザマスク（父:ホワイトマズル）[56]。
  - 半兄に、1991年アイビーステークス（OP）を勝利し[57]、通算2勝のゴールドディスク（父:ノーザンテースト）[58]。
  - 半妹のヴァイオレットラブ（父:ドクターデヴィアス）は、7戦未勝利[59]。しかし繁殖牝馬として、2006年クイーンカップ（GIII）、2007年ヴィクトリアマイル（JpnI）を勝利したコイウタ（父:フジキセキ）を産んだ[60]。